# 辻川信二
辻󠄀川 信二（つじかわ しんじ）は、日本の理論物理学者、宇宙物理学者。専攻は一般相対性理論、宇宙論。理学博士。早稲田大学先進理工学部物理学科教授。

## 人物
大学で数学を専攻した後、大学院で前田恵一のもとで宇宙物理学を専攻。初期宇宙における粒子生成に関する研究で学位を取得。その後インフレーション、高次元理論、修正重力理論、宇宙背景輻射、暗黒物質、ダークエネルギーなど宇宙論の研究を幅広く行っている。
学術論文は多産かつ数多く引用されており、特にダークエネルギーに関するレビュー論文（Copeland, Sami, Tsujikawa, Int.J.Mod.Phys. D15 (2006) 1753-1936）は、引用回数が2000回を超えている。

## 略歴
- 1996年3月：東京大学理学部数学科卒業。
- 1998年3月：早稲田大学大学院理工学研究科物理学及応用物理学専攻修士課程修了。
- 1999年4月：早稲田大学理工学部助手。
- 2001年3月：早稲田大学大学院理工学研究科物理学及応用物理学専攻博士後期課程修了。
- 2001年4月：東京大学大学院理学系研究科附属ビッグバン宇宙国際研究センター (RESCEU) 日本学術振興会特別研究員PD。（2003年5月-2004年3月：イギリス・ポーツマス大学 Instiutute of Cosmology and Gravitation に滞在。）
- 2004年4月：群馬工業高等専門学校講師。
- 2008年4月：東京理科大学理学部第二部物理学科准教授
- 2015年4月：東京理科大学理学部第二部物理学科教授
- 2020年4月：早稲田大学先進理工学部物理学科教授

## 著書

### 単著
- 『現代宇宙論講義』（サイエンス社 SGCライブラリ　2013年）

### 共著
- 『Dark energy--Theory and Observations』（Cambridge University Press 2010年）